# Pruské vévodství
Pruské vévodství (německy Herzogtum Preußen; latinsky Ducatus Prussiae) či Prusy vévodské nebo knížecí (polsky Prusy Książęce) bylo vévodství, které existovalo ve Východním Prusku mezi lety 1525–1701, přičemž od roku 1618 až do roku 1701 bylo v personální a později reálné unii s Braniborskem, kterýžto útvar nesl označení Braniborsko-Prusko. Do roku 1657, resp. 1660 bylo vévodství lénem Polské koruny. Po celou jeho existenci mu vládli Hohenzollernové.
Dnes je území tohoto zaniklého státu rozděleno mezi Polsko (Varmijsko-mazurské vojvodství), Rusko (exkláva Kaliningradská oblast) a Litvu (převážně pobřežní část Klaipedského kraje).

## Historie

### Vznik
Koncem roku 1510 byl mladý Albrecht Braniborský zvolen velmistrem řádu německých rytířů v Prusku. O dva roky později byl slavnostně uveden do Královce (Königsbergu). Důvodem jeho volby byly příbuzenské vazby na polského krále Zikmunda I. Starého, jeho strýce. Mezi křižáky a krakovským dvorem tehdy panovaly od uzavření druhého toruňského míru v roce 1466 velmi napjaté vztahy a představitelé řádu se domnívali, že by tak mohli přispět k jejich vylepšení. To se však ukázalo být velkým omylem, neboť ani vztahy mezi Hohenzollerny a jejich polskými příbuznými nebyly dobré.
Albrecht se jako velmistr bezúspěšně snažil o mírové narovnání mezi řádem a polským králem. A válka, která probíhala v letech 1519–1521, nedopadla pro řád dobře. Proto Albrecht vyřešil kritickou situaci svérázným způsobem: roku 1525 přijal luteránskou reformaci, sekularizoval majetek řádu a stal se světským knížetem. V této funkci složil za sebe i své nástupce lenní hold polskému králi. (Lenní závislost vyjadřoval i znak vévodství, na kterém korunované písmeno „S“ odkazovalo na jméno polského krále Sigismunda/Zikmunda.)
V roce 1553 se narodil jeho syn a nástupce Albrecht Fridrich, který se po jeho smrti v roce 1568 stal pruským vévodou. Ten však v roce 1577 onemocněl a tak se stal regentem Jiří Fridrich Braniborský z Braniborska-Ansbachu (a Braniborska-Kulmachu), který byl posledním mužským členem nejstarších větví dynastie.

### Braniborsko-Prusko
Jelikož pruský vévoda Albrecht Fridrich neměl mužské dědice, zdědil po jeho smrti v roce 1618 vévodství braniborský kurfiřt Jan Zikmund, který si již před jeho smrtí vzal za ženu jeho dceru Annu Pruskou. Následující rok však zemřel, vévodství tedy zdědil jejich syn Jiří Vilém.
Potom co se pruskými vévody v roce 1618 stali braniborští kurfiřti, byla vytvořena personální unie mezi Braniborskem a Pruskem, jež se později přeměnila v unii reálnou, tento celek nesl označení Braniborsko-Prusko. Od té doby již byla politika pruského vévodství omezena na duplicitní s tou braniborskou.
Během vlády Jiřího Viléma (1619–1640) opakovaně procházela za třicetileté války hohenzollernskými zeměmi řada armád. „Velký kurfiřt“ Fridrich Vilém (1640–1688) pak využil obtížné situace Polska vůči Švédsku v Severní válce a svého spojenectví s Ruskem během série rusko-polských válek a vymohl si zrušení svých pruských vazalských závazků. 19. září 1657 dosáhl Velavskou smlouvou zrušení lenního poměru k Polsku, což bylo uznáno 3. května 1660 Olivským mírem i ostatními mocnostmi. Ovšem v případě vymření Hohenzollernů mohla polská koruna nadále využít svých starých práv.

### Zánik
18. ledna 1701 se pak v Královci jeho syn braniborský kurfiřt Fridrich III. prohlásil se svolením polského krále a římskoněmeckého císaře „králem v Prusku“ a vládl dále pod jménem Fridrich I. Všechny vazby na Polsko tak byly definitivně odstraněny (Fridrich byl mj. posledním pruským vládcem, jež hovořil plynně polsky).
Ve vzniku Pruského království sice území pruského vévodství sehrálo klíčovou roli, nicméně samo se stalo jen vedlejší zemí, propříště nazývanou Staré Prusko (Altpreußen), resp. po roce 1773 Východní Prusko (Ostpreußen; Prussia Orientalis), jelikož za pruské království byly nyní označovány souhrnně všechny državy braniborských Hohenzollernů. O čemž svědčí i to, že hlavním městem nového království se stal Berlín ležící v Braniborsku – Hohenzollernové vlastně Pruska využili, aby získali královskou hodnost, která pro ně jako braniborská markrabata v rámci Říše byla téměř nedosažitelná.

## Seznam pruských vévodů
Hohenzollernové – větev braniborsko-ansbašská
- Albrecht I. – (1525–1568)
- Albrecht Fridrich – (1568–1618)

Hohenzollernové – braniborští kurfiřti
- Jan Zikmund Braniborský – (1618–1619), manžel dcery Albrechta Fridricha
- Jiří Vilém – (1619–1640)
- Fridrich Vilém – (1640–1688)
- Fridrich III. – (1688–1701), od roku 1701 pruský král (do 1713)